# Nebulosa variable de Hubble
NGC 2261  (también conocida como la nebulosa variable de Hubble o Caldwell 46) es una nebulosa variable localizada en la constelación del Unicornio. Es iluminada por la estrella R Monocerotis, en esta misma constelación, aunque la estrella en sí no es directamente visible.
NGC 2261 fue fotografiada por Edwin Hubble en el observatorio Palomar durante el estreno del telescopio Hale el 26 de enero de 1949, 21 años después de que comenzara el proyecto del observatorio (1928). Edwin Hubble ya había estudiado antes la nebulosa en los observatorios de Yerkes y Monte Wilson.
Para los astrónomos aficionados, la nebulosa NGC 2261 es un objeto interesante debido a su variabilidad. Una de las explicaciones propuestas para esa variabilidad es que las densas nubes de polvo cerca de R Mon periódicamente bloqueen la iluminación de la estrella.

## La estrella
R Monocerotis (R Mon / BD+08 1427 / PLX 1550)[1] es una estrella que se encuentra aproximadamente a 2500 años luz de distancia del sistema solar.
R Monocerotis es una estrella masiva situada en el extremo sur de la nebulosa mixta de emisión y reflexión NGC 2261, conocida también como «nebulosa variable de Hubble». Es una estrella T Tauri muy joven —en proceso de formación—, con una edad que puede ser de solo 300 000 años. Está rodeada de un disco de polvo cuyo tamaño es similar al del sistema solar y cuyo brillo cambia de forma irregular reflejando o volviendo a radiar la energía proveniente de la estrella. Este anillo toroidal que rodea la estrella provoca un flujo bipolar asimétrico del mismo tipo que el observado en objetos Herbig-Haro. Además, R Monocerotis es una estrella variable cuyo brillo varía entre magnitud +11,00 y +13,80.[4]
La estrella principal tiene una compañera más pequeña e invisible, probablemente de la misma edad. La masa de la estrella principal puede estar en torno a 10 masas solares con un radio de una longitud que es el doble que la del radio solar, mientras que la masa de la estrella secundaria puede ser 1,5 veces mayor que la del Sol. La distancia entre ambas es de 500 u.a.